# Дуганчићи (Олово)
Дуганчићи (у Федерацији БиХ у новије вријеме познато и као Дуганџићи) су насељено мјесто у Федерацији Босне и Херцеговине, у општини Олово, у Босни и Херцеговини. На попису становништва 1991. у њему је живио 141 становник.

## Историја
Насељено мјесто Дуганчићи је до 1992. комплетно припадало предратној општини Олово. Током рата у Босни и Херцеговини оно се нашло на линији фронта двије зараћене стране. Након овог рата, село је подјељено и дио села се нашао под контролом муслиманских снага, те је припало општини Олово у саставу Федерације БиХ, а други дио је био под контролом Војске Републике Српске, па је припало општини Соколац у Републици Српској.

## Становништво
| Националност | 1991. |
| Муслимани*   | 16    |
| Срби         | 125   |
| Хрвати       | 0     |
| Југословени  | 0     |
| остали       | 0     |
| Укупно       | 141   |

- Муслимани се данас углавном изјашњавају као Бошњаци.